# Rue Estieu
Pour les articles homonymes, voir Estieu.
La rue Estieu est une voie de Toulouse, chef-lieu de la région Occitanie, dans le Midi de la France.

## Situation et accès

### Description
La rue Estieu est une voie publique. Elle se trouve dans le quartier Bonnefoy.
Longue de 329 mètres et large de 6 mètres, elle est orientée au sud-est. Elle naît perpendiculairement au chemin Maurice, dans le prolongement de la rue François-Aubry. Elle donne naissance à droite, après 68 mètres, à la rue Bourbotte. Elle se prolonge sur 261 mètres et, après avoir obliqué au nord, rejoint l'avenue de Lavaur.
La chaussée compte une seule voie de circulation automobile en sens unique, de l'avenue de Lavaur vers le chemin Maurice. Elle est définie comme une zone 30 et la vitesse est limitée à 30 km/h. Il n'existe pas d'aménagement cyclable.

### Voies rencontrées
La rue Estieu rencontre les voies suivantes, dans l'ordre des numéros croissants (« g » indique que la rue se situe à gauche, « d » à droite) :
1. Chemin Maurice
2. Rue Bourbotte (d)
3. Avenue de Lavaur

### Transports
La rue Estieu n'est pas directement desservie par les transports en commun. Elle débouche cependant, au nord, sur l'avenue de Lavaur, parcourue par la ligne de bus 36. À l'ouest, la rue du Faubourg-Bonnefoy est desservie par les lignes de Linéo L9 et de bus 39. Elle se trouvera, en 2028, à proximité de la station Bonnefoy, sur la ligne de métro .
Les stations de vélos en libre-service VélôToulouse les plus proches de la rue Estieu sont les stations no 134 (8 allée de l'Église-Bonnefoy) et no 135 (183 rue du Faubourg-Bonnefoy). Situées sur les pentes de la butte du Calvinet, elles sont depuis 2017 considérées comme des stations Bonus, qui permettent de cumuler du temps supplémentaire pour les abonnés qui y ramènent leur vélo.

## Odonymie
La rue est nommée, lors de son ouverture en 1905, du nom du propriétaire des terrains, Espieu. En 1941, probablement par oubli du nom de ce personnage, on lui préféra celui de Prosper Estieu (1860-1939), instituteur, poète occitan, maître des Jeux floraux et majoral du Félibrige.

## Patrimoine et lieux d'intérêt

### Église de Jésus-Christ des saints des derniers jours
En 1961, un premier groupe de missionnaires du district de Marseille de l'Église de Jésus-Christ des saints des derniers jours – ou mormone – organisent les premières réunions. En 1988, la communauté toulousaine fait construire une chapelle sur un terrain à l'angle de l'avenue de Lavaur (actuel no 10). En 2002, la branche de Toulouse est élevée au rang de pieu.

### Maisons
- no  4 : maison toulousaine (premier quart du XXe siècle)[5].
- no  14 : maison toulousaine (premier quart du XXe siècle)[6].
- no  44 : maison toulousaine (premier quart du XXe siècle)[7].